# 顎静脈
顎静脈（がくじょうみゃく、かつては内顎静脈とも）は頭頸部の静脈のひとつ。顎動脈のfirst part（下顎枝部にて出す枝）と併走する短い血管。
翼突筋静脈叢の静脈の合流によって作られ、蝶下顎靱帯と下顎骨の下顎頸の間を後方へ向かう。浅側頭静脈と合流し、下顎後静脈となる。
この記事にはパブリックドメインであるグレイ解剖学第20版（1918年）646ページ本文が含まれています。